# Ослак (король Суссекса)
Ослак Суссекский (англ. Oslac of Sussex) — король Суссекса, живший в VIII веке.
Правил (780—786) вместе с Элдвульфом и Эльфвальдом, а также, вероятно, с Освальдом и Осмундом.
Ослак стал свидетелем недатированной хартии Элдвульфа, датируемой примерно 765 годом, с его именем, искаженным в сохранившейся редакции, как «Osiai rex».
После завоевания Сассекса Оффа, королем Мерсии, Ослак засвидетельствовал хартию Оффы, датированную 772 годом, как «Oslac dux», где его имя помещено после Освальда, Осмунда и Эльфвальда, что позволяет предположить, что он был самым младшим из бывших королей.
Его последняя сохранившаяся хартия датирована 780 годом, а оригинал все ещё существует; в нём он назван «Oslac dux Suthsaxorum».